# Сподня Бела
Сподня Бела (словен. Spodnja Bela) — поселення в общині Преддвор, Горенський регіон, Словенія. Висота над рівнем моря: 457,9 м.